# راي ماكغفرن
راي ماكغفرن (بالإنجليزية: Ray McGovern)‏ هو ناشط حقوق الإنسان أمريكي، ولد في 25 أغسطس 1939 في ذا برونكس في الولايات المتحدة.

## وصلات خارجية
- راي ماكغفرن على موقع IMDb (الإنجليزية)
- راي ماكغفرن على موقع قاعدة بيانات الفيلم (الإنجليزية)